# Bisutería

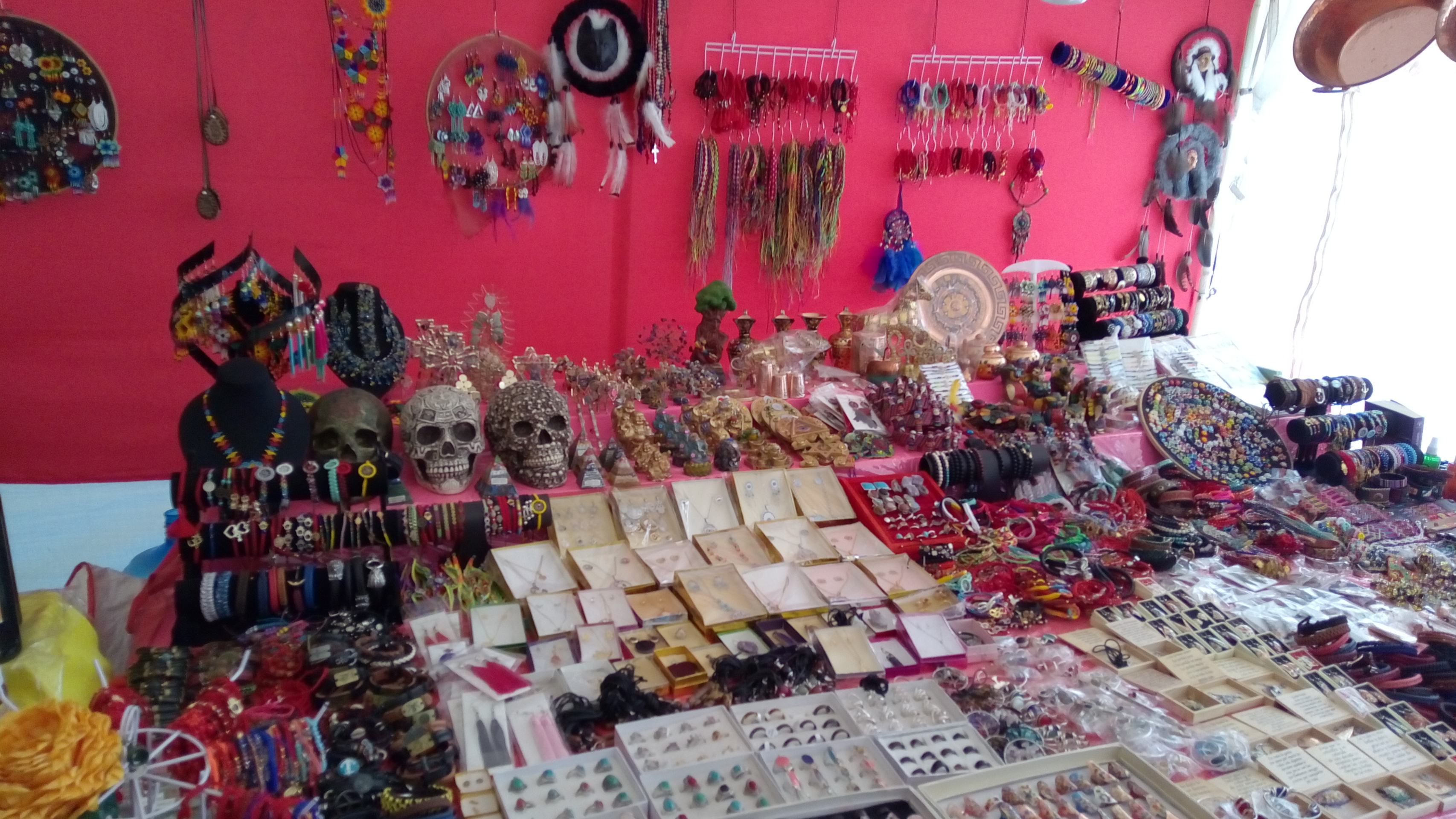
Puesto de artículos de bisutería en México.

Se denomina bisutería a la industria que produce objetos o materiales de adorno que no están hechos de materiales preciosos, en cuyo caso se llama joyería. Proviene de la palabra francesa bijouterie. 
Lo que distingue principalmente a la bisutería de la joyería,  es  la calidad del producto. Ambas industrias producen los mismos elementos (anillos, pulseras, collares, pendientes, etc.), pero la bisutería utiliza materiales más económicos y menos finos.

## Materiales

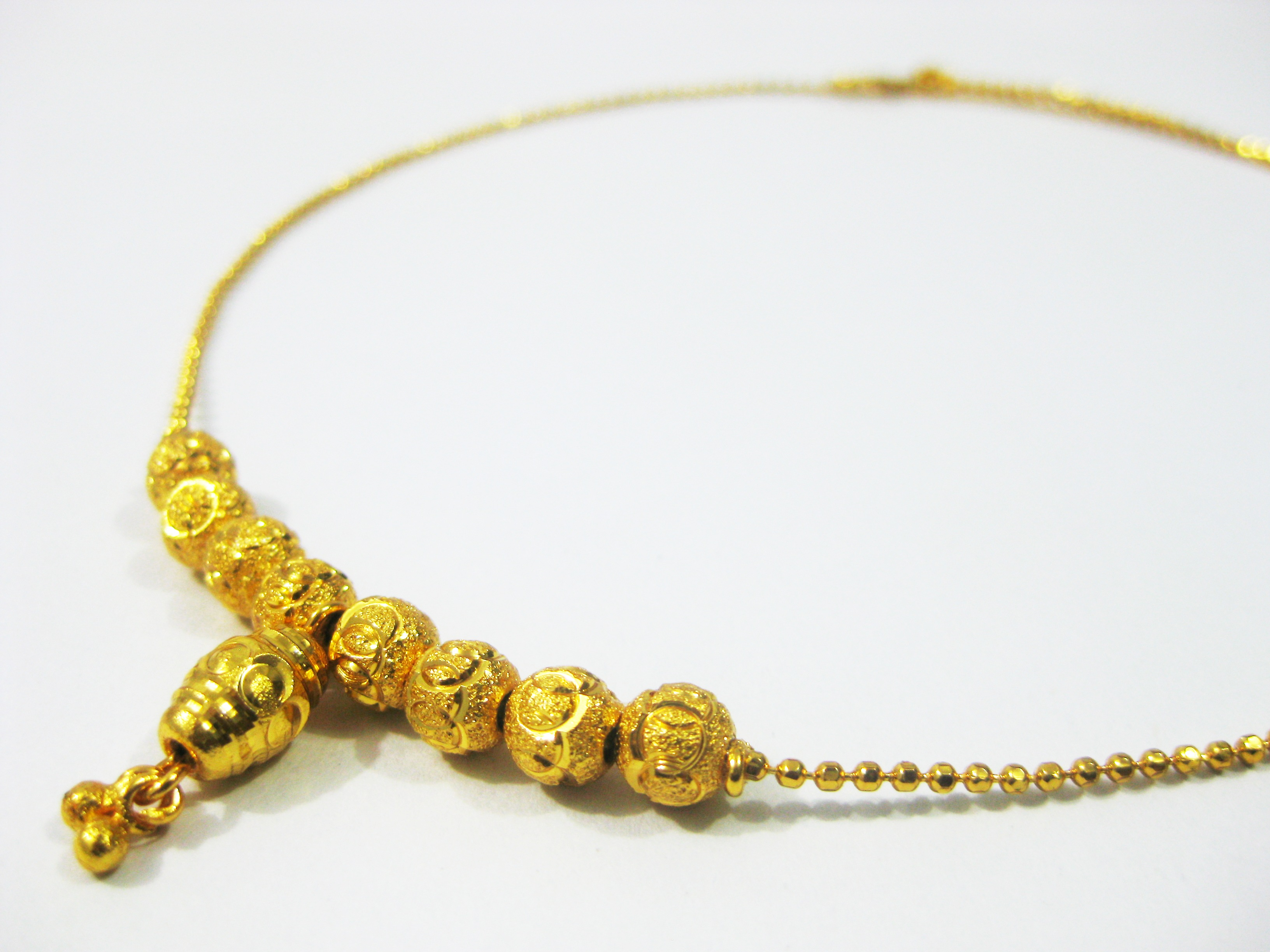
Ejemplo de bisutería.

La bisutería se fabrica con materiales muy diversos: la porcelana, alambre de latón, telas, pasta de papel, pasta de vidrio, esmaltes, perlas cultivadas, etc. En algunas ocasiones  puede resultar difícil distinguir  una pieza de bisutería  de otra de joyería, ya que pueden presentar el mismo aspecto exterior. Estas son algunas de las características que diferencian la joyería de la bisutería:
- Precio: Las piezas de bisutería por lo general son más económicas y baratas que las piezas de joyería auténtica, ya que utilizan materiales con un precio  inferior a los utilizados en  joyería.
- Materiales: Mientras que la joyería utiliza materiales nobles, la bisutería se encarga de realizar piezas con piedras sintéticas, vidrio, plástico y otros materiales que por su calidad nunca se usarían en una joyería.
- Durabilidad: Al final, lo barato sale caro. La bisutería tiene una durabilidad muchísimo menor que la de una joya, ya que esta última perdura en el tiempo y se mantiene intacta. Sin embargo, la bisutería se estropea pronto, le afectan los agentes externos y enseguida pierden su color y brillo del primer día.
- Exclusividad: La originalidad y exclusividad son dos valores muy apreciados en el mundo de la joyería. Una joya auténtica diseñada por un joyero es mucho más difícil de imitar que las piezas de bisutería hechas en masa con el objetivo de venderlas en muchos más sitios. Al final se trata de elegir si prefieres una joya con la que te identifiques o una pieza que vayas a ver en todas partes.[3]